# Hellfire Club

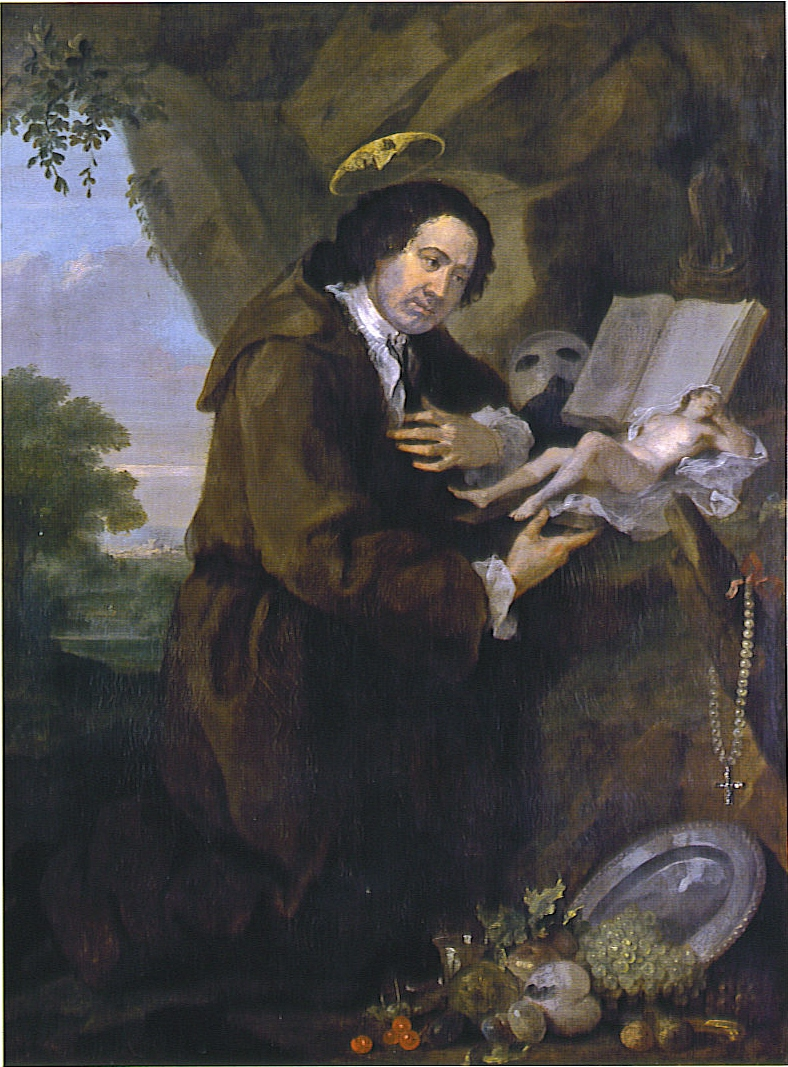
Retrato de Francis Dashwood por William Hogarth do final da década de 1750, parodiando imagens renascentistas de Francisco de Assis. A Bíblia foi substituída por uma cópia do romance erótico Elegantiae Latini sermonis e o perfil do amigo de Dashwood, Lord Sandwich, espreita do halo.

Hellfire Club (em português:  Clube do Fogo do Inferno ou Clube do Inferno) era a designação dada a vários clubes exclusivos para libertinos da alta sociedade estabelecidos na Grã-Bretanha e na Irlanda, no século XVIII. O nome geralmente se refere à Ordem dos Frades de São Francisco de Wycombe de Francis Dashwood. Segundo rumores, tais clubes serviam como locais de encontro de "pessoas de qualidade" que desejavam participar de atos socialmente percebidos como imorais, sendo que seus membros eram frequentemente pessoas envolvidas na política. Nem as atividades nem a filiação aos clubes são fáceis de determinar. Os clubes supostamente tinham laços distantes com uma sociedade de elite conhecida apenas como "A Ordem do Segundo Círculo".
O primeiro Hellfire Club oficial foi fundado em Londres, 1718, por Philip Wharton, 1º Duque de Wharton, e alguns dos seus amigos da alta sociedade. O clube mais notório associado ao nome foi estabelecido na Inglaterra, por Francis Dashwood e se reuniu irregularmente de 1749 a 1760 (possivelmente até 1766). O termo estava intimamente associado ao Brooks's, estabelecido em 1764. Outros grupos descritos como Hellfire Clubs foram criados ao longo do século XVIII. A maioria deles surgiu na Irlanda depois que o clube de Wharton foi dissolvido.

## Clube do Duque de Wharton

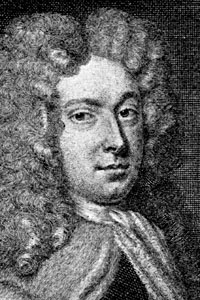
Filipe, Duque de Wharton

Lord Wharton foi feito duque pelo rei Jorge I e foi um político proeminente com duas vidas separadas: a primeira como um "homem de letras" e a segunda como "um bêbado, um desordeiro, um infiel e um libertino". Na época do clube de cavalheiros de Londres, quando havia um local de encontro para todos os interesses, incluindo poesia, filosofia e política, o Hellfire Club de Wharton era, de acordo com Blackett-Ord, um "clube de cavalheiros" satírico que era conhecido por ridicularizar a religião, aderindo à tendência contemporânea de blasfêmia na Inglaterra. O clube era mais uma piada, com a intenção de chocar o mundo exterior, do que um ataque sério à religião ou à moralidade. O suposto presidente deste clube era o Diabo, embora os próprios membros aparentemente não adorassem demônios ou o Diabo, apesar de se autodenominarem "diabos". O clube de Wharton admitia homens e mulheres como iguais, ao contrário de outros da época. O clube se reunia aos domingos em vários locais diferentes em Londres. A Taverna Greyhound era um dos locais de reunião usados regularmente, mas como as mulheres não eram vistas nas tavernas, as reuniões também eram realizadas nas casas dos membros e no clube de equitação de Wharton.
De acordo com pelo menos uma fonte, suas atividades incluíam cerimônias religiosas simuladas e refeições com pratos como "Torta do Espírito Santo", "Peito de Vênus" e "Lombo do Diabo", enquanto bebiam Hell Fire Punch. Os membros do clube supostamente compareciam às reuniões vestidos como personagens da Bíblia.
O clube de Wharton chegou ao fim em 1721 quando Jorge I, sob a influência dos inimigos políticos de Wharton (em particular, Robert Walpole) apresentou um projeto de lei "contra as 'horríveis impiedades'" (ou imoralidade), dirigido ao Hellfire Club. A oposição política de Wharton usou sua filiação como uma forma de colocá-lo contra seus aliados políticos, removendo-o assim do Parlamento britânico. Após a dissolução do seu clube, Wharton filiou-se à maçonaria e, em 1722, tornou-se Grão-Mestre da Inglaterra.

## Clubes de Sir Francis Dashwood
Dizem que Sir Francis Dashwood e o Conde de Sandwich eram membros de um Hellfire Club que se reunia no George and Vulture Inn durante a década de 1730. Dashwood fundou a Ordem dos Cavaleiros de São Francisco em 1746, reunindo-se originalmente no George & Vulture.
O lema do clube era Fais ce que tu voudras (Faz o que quiseres), uma filosofia de vida associada à abadia fictícia de François Rabelais em Thélème e mais tarde usada por Aleister Crowley.
Francis Dashwood era muito conhecido por suas brincadeiras: por exemplo, enquanto estava na Corte Real em São Petersburgo, ele se vestiu como o Rei da Suécia, um grande inimigo da Rússia. O número de membros do clube de Sir Francis era inicialmente limitado a doze, mas logo aumentou. Dos doze originais, alguns são regularmente identificados: Dashwood, Robert Vansittart, Thomas Potter, Francis Duffield, Edward Thompson, Paul Whitehead e John Montagu, 4º Conde de Sandwich. A lista de supostos membros é imensa; entre os candidatos mais prováveis estão Benjamin Bates II, George Bubb Dodington, um homem fabulosamente corpulento na casa dos 60 anos de idade; William Hogarth, embora dificilmente um cavalheiro, foi associado ao clube após pintar Dashwood como um frade franciscano e John Wilkes, embora muito mais tarde, sob o pseudônimo de John de Aylesbury. Como não há registros restantes (estes foram queimados em 1774), muitos desses membros são apenas assumidos ou vinculados por cartas enviadas entre si.

### Reuniões e atividades
O clube de Sir Francis nunca foi originalmente conhecido como Hellfire Club e recebeu esse nome muito mais tarde. Na verdade, o seu clube usou vários outros nomes, como a Irmandade de São Francisco de Wy,  Ordem dos Cavaleiros de West Wycombe, a Ordem dos Frades de São Francisco de Wycombe e, mais tarde, após mudarem as suas reuniões para a Abadia de Medmenham, tornaram-se os Monges ou Frades de Medmenham. A primeira reunião na casa da família de Sir Francis em West Wycombe foi realizada na Noite de Walpurgis, em 1752; uma reunião muito maior, foi um fracasso e nenhuma reunião de grande escala foi realizada lá novamente. Em 1751, Dashwood arrendou a Abadia de Medmenham no Tâmisa de um amigo, Francis Duffield. 
Ao se mudar para a Abadia de Medmenham, Dashwood fez inúmeras obras caras no edifício. A abadia foi reconstruída pelo arquiteto Nicholas Revett no estilo neogótico do século XVIII. Nessa época, o lema Fais ce que tu voudras foi colocado acima de uma porta em vitral. Acredita-se que William Hogarth tenha criado murais para este edifício; no entanto, nenhum sobreviveu. Por fim, as reuniões foram transferidas da abadia para uma série de túneis e cavernas em West Wycombe Hill.
Os registos indicam que os membros realizaram “paródias obscenas de ritos religiosos”, de acordo com uma fonte. De acordo com Horace Walpole, a "prática dos membros era rigorosamente pagã: Baco e Vênus eram as divindades a quem eles quase publicamente sacrificavam; e as ninfas e os barris de porco que eram colocados durante os festivais desta nova igreja, informavam suficientemente a vizinhança sobre a aparência daqueles eremitas". O jardim de Dashwood em West Wycombe continha inúmeras estátuas e santuários para diferentes deuses; Dafne e Flora, Príapo e os mencionados anteriormente Vênus e Dionísio.
Uma história paroquial de 1925 declarou que os membros incluíam Frederico, Príncipe de Gales, o Duque de Queensberry, o Conde de Bute, Lord Melcombe, Sir William Stanhope, K.B, Sir John Dashwood-King, bart., Sir Francis Delaval, K.B, Sir John Vanluttan, kt., Henry Vansittart, posteriormente Governador de Bengala, (fn. 13) e Paul Whitehead, o poeta". As reuniões ocorriam duas vezes por mês, com uma assembleia geral anual com duração de uma semana ou mais em junho ou setembro. Os membros se dirigiam uns aos outros como "Irmãos" e ao líder, que mudava regularmente, como "Abade". Durante as reuniões, os membros supostamente usavam roupas rituais: calças brancas, jaqueta e chapéu, enquanto o "Abade" usava um conjunto vermelho do mesmo estilo. Lendas de missas negras e adoração a Satanás ou demônios foram posteriormente associadas ao clube, a partir do final do século XIX. Rumores diziam que "hóspedes" (um eufemismo para prostitutas) eram chamadas de "freiras". As reuniões do clube de Dashwood frequentemente incluíam rituais simulados, itens de natureza pornográfica, muita bebida, prostitutas e banquetes.

### Declínio do Clube Dashwood
A queda do clube de Dashwood foi mais prolongada e complicada. Em 1762, o Conde de Bute nomeou Dashwood seu Chanceler do Tesouro, apesar de Dashwood ser amplamente considerado incapaz de entender "uma conta de bar de cinco dígitos". (Dashwood renunciou ao cargo no ano seguinte, tendo aumentado o imposto sobre a sidra, o que quase causou tumultos sociais). Dashwood agora era membro da Câmara dos Lordes após assumir o título de Barão Le Despencer após a morte do titular anterior. Depois houve a tentativa de prisão de John Wilkes por difamação sediciosa contra o Rei na notória edição n.º 45 do seu The North Briton no início de 1763. Durante uma busca autorizada por um mandado geral (possivelmente estabelecido por Sandwich, que queria se livrar de Wilkes), uma versão de The Essay on Woman foi descoberta instalada na prensa de um impressor que Wilkes quase certamente havia usado. A obra foi quase certamente escrita principalmente por Thomas Potter e, a partir de evidências internas, pode ser datada por volta de 1755. Era indecente, blasfema, caluniosa e obscena, embora não pornográfica — ainda inquestionavelmente ilegal segundo as leis da época e o governo posteriormente a usou para levar Wilkes ao exílio. Entre 1760 e 1765 foi publicado Chrysal, ou as Aventuras de uma Guiné, do autor irlandês Charles Johnstone. Continha histórias facilmente identificadas com Medmenham, uma delas na qual Lord Sandwich era ridicularizado por ter confundido um macaco com o Diabo. Este livro deu início à associação entre os monges de Medmenham e o Hellfire Club. Nessa altura, muitos dos frades já tinham morrido ou estavam demasiado longe para que o clube continuasse como antes.
Paul Whitehead foi Secretário e Administrador da Ordem em Medmenham. Quando ele morreu em 1774, conforme especificado em seu testamento, seu coração foi colocado em uma urna em West Wycombe. Às vezes era levado para mostrar aos visitantes, mas foi roubado em 1829.
As cavernas de West Wycombe, onde os frades se reuniam, são agora um local turístico conhecido como "Cavernas do Fogo do Inferno".
Em Anstruther, Escócia, um clube de sexo e bebida com ideias semelhantes, chamado The Beggar's Benison, foi formado na década de 1730, sobreviveu por um século e gerou filiais adicionais em Glasgow e Edimburgo . A filiação honorária foi estendida ao Príncipe de Gales em 1783. 39 anos depois, enquanto o príncipe (agora rei Jorge IV) fazia uma visita real à Escócia, ele legou ao clube uma caixa de rapé cheia de pelos pubianos de suas amantes.

## Clubes contemporâneos

### Sociedade Phoenix
Em 1781, o sobrinho de Dashwood, Joseph Alderson (um estudante de graduação no Brasenose College, Oxford) fundou a Sociedade Phoenix (mais tarde conhecida como Phoenix Common Room), mas foi somente em 1786 que o pequeno grupo de amigos se afirmou como uma instituição reconhecida. A Phoenix foi criada em homenagem a Sir Francis, que morreu em 1781, como um símbolo de ressurgimento das cinzas da antiga instituição de Dashwood. Até hoje, a sociedade gastronômica segue muitos dos princípios de sua antecessora. Seu lema é uno avulso non deficit alter ("quando um é arrancado, outro tem sucesso") é do sexto livro da Eneida de Virgílio e se refere à prática de estabelecer a continuidade da sociedade por meio de um processo de renovação constante de seus membros de graduação e pós-graduação, mas também se refere ao processo cabalístico alquímico em que uma vida arrancada por meio de sacrifício é uma vida devolvida por meio de um espírito sob o comando de seu mestre. A história contínua do Phoenix Common Room foi relatada em 1954 como uma questão de nota para a faculdade.